# Randy Pepper
| 35352 Texas | 7 agosto 1997 |

Randy Pepper (...) è un astronomo statunitense.
È cofondatore dell'Osservatorio George nella contea texana di Fort Bend.
Il Minor Planet Center gli accredita la scoperta di due asteroidi, effettuate tra il 1996 e il 1997, entrambe in collaborazione con William G. Dillon.